# Серебряное (озеро, Марий Эл)
Серебряное (также Пошым-Ер, Комбо-Ер) — озеро в Звениговском районе, Марий Эл, Россия. Находится на территории Суслонгерского военного лесхоза. Площадь поверхности — 0,19 км². Наибольшая глубина — 8 м.
Озеро расположено в бассейне реки Юшут, по происхождению — междюнное. Ихтиофауна: окунь, линь, щука, верховка, пескарь.
Поблизости существовал посёлок Пичурга. Ближайшими населёнными пунктами являются Мочалище, Суслонгер и Силикатный.
В годы Великой Отечественной войны недалеко от озера располагался пункт подготовки новобранцев, так называемый Суслонгерский Учлаг, впоследствии переоборудованный в лагерь военнопленных, занимавшихся лесозаготовками. От посёлка Суслонгер была проложена военно-полевая узкоколейка, трасса которой (насыпь и выемки) прослеживается на местности.
В 1980-е годы на озере располагалась база отдыха Министерства обороны.
Сейчас на озере возможен только неорганизованный отдых. Оборудованы туристические стоянки.